# Классификация (технология)

Схема спирального самотечного классификатора

Классифика́ция — процесс разделения различных материалов на классы по крупности в воде или воздухе, основанный на разности скоростей падения зёрен различной крупности.
В соответствии с используемой средой для разделения материала выделяют гидравлическую или воздушную классификациею. Грохочением обычно разделяют материалы до крупности 1—3 мм, а более мелкие — классификацией.

## Аппараты для классификации
Аппараты, предназначенные для разделения по крупности мелких частиц в жидкости (или газовой среде), называют классификаторами. Все классифицирующие устройства делятся на две основные разновидности:
- с гравитационным разделением:
  - механические: реечные, спиральные, дражные, чашевые и др.;
  - гидравлические: однокамерные (конусные) и многокамерные;
- и разделением в поле центробежных сил (центробежные):
  - с механической разгрузкой: центрифуги
  - с самотечной разгрузкой: гидроциклоны и пневматические классификаторы (сепараторы)[1][2].

## Принцип работы классификаторов с разделением в водной среде
Каждый классификатор имеет ёмкость, заполненную водой, куда непрерывно подаётся пульпа (взвесь в воде мелких частичек различной крупности). Наиболее тяжёлые, то есть наиболее крупные частички, за определённое время успевают осесть на дно классификатора, в то время как мелкие остаются во взвешенном состоянии и выносятся из него потоком жидкости. Осевшие частицы называют песками, а поток жидкости, содержащий мелкие частички, — сливом.

### Гидроклассификатор

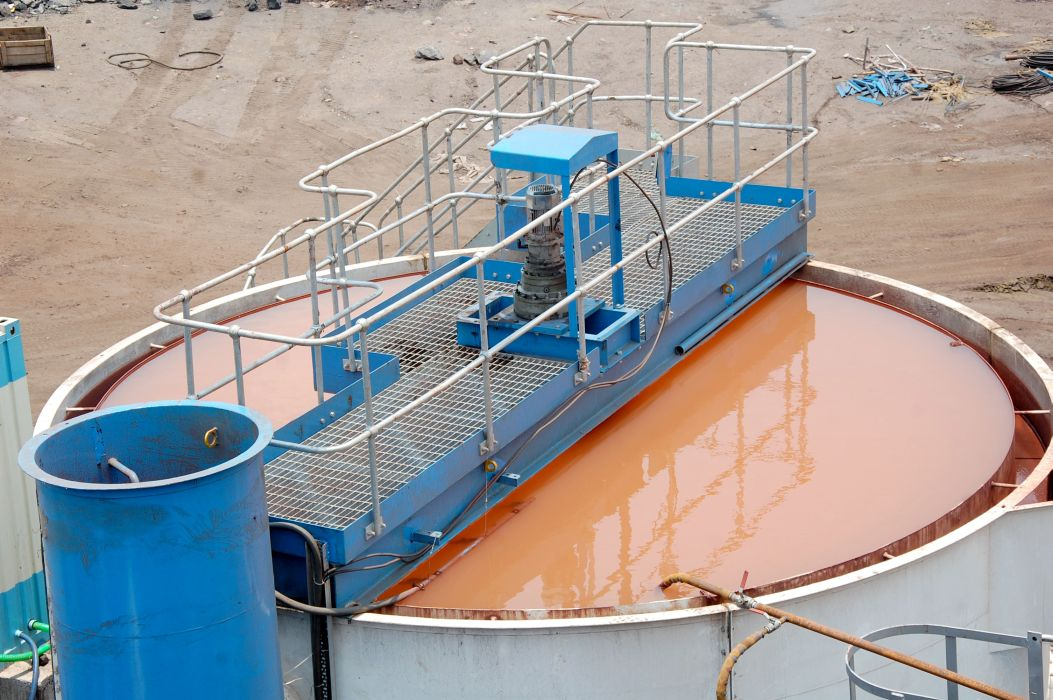
Гидроклассификатор (сгуститель)

Представляет собой цилиндрический бак диаметром от 2 до 10 м, по оси которого укреплена медленно вращающаяся крестовина (граблина). Осевшие частицы скребками, находящимися в нижней части крестовины, постепенно перемещаются по коническому днищу к центральному отверстию, через которое происходит их разгрузка. Избыток воды со взвешенными мелкими частичками переливается через край классификатора в кольцевой жёлоб. Используется также для сгущения пульпы.

### Спиральный классификатор
Представляет собой наклоненный под углом 14—18° к горизонту полуцилиндрический жёлоб, в котором по оси закреплены один или два вала со спиралями. Вращающаяся со скоростью 3—6 об/мин спираль диаметром 300—3000 мм и длиной от 3 до 12,5 м перемещает осевшие частицы (пески) к разгрузочному (верхнему) концу классификатора и одновременно турбулизирует пульпу, препятствуя осаждению мелких частичек.

### Камерный классификатор
Состоит из нескольких (3—10) камер, в которых осаждаются крупные частички с постепенным уменьшением их размеров (от 3 до 0,2 мм). Уплотнению слоя осевших частиц препятствуют вращающиеся мешалки и восходящие потоки воды, подаваемой в каждую камеру через пустотелые оси мешалок, что улучшает качество классификации.

### Гидроциклоны

Принцип работы гидроциклона

Используются для разделения наиболее мелких частиц материала. За счёт подвода питания по касательной к корпусу поток пульпы приобретает вращательное движение. В результате вращения появляется центробежная сила, перпендикулярная направлению движения потока. Под действием этой силы и происходит выделение крупных частичек, траектории движения которых представляют раскручивающуюся спираль. Чем крупнее частички, тем большей центробежной силе они подвергаются, тем быстрее они достигают стенок циклона, после чего частички тормозятся и спускаются вниз, где удаляются через специальный затвор. Поток жидкости, содержащий во взвешенном состоянии мелкие частички, примерно на середине циклона поворачивается вверх и выходит из него через центральный патрубок.
Повышая скорость движения потока и снижая радиус циклона, удается достигать высоких значений центробежного ускорения, во много раз превышающего ускорение силы тяжести. Благодаря этому интенсифицируется процесс выделения крупных частиц и уменьшаются размеры аппарата. Так, максимальный диаметр гидроциклонов составляет 1000 мм. К другим достоинствам гидроциклонов относятся простота конструкции и удобство эксплуатации.
Такие же циклоны работают при отделении (улавливании) пылевых частиц от потока газа, то есть пылеуловители. При этом для увеличения центробежной силы, действующей на пылевые частицы, радиус циклонов уменьшают. Подобные аппараты (мультициклоны) объединяют в группы, которые образуют батарейные циклоны.
Крупность частиц, разделяемых классификаторами, определяется средним временем пребывания измельченного материала в аппаратах. Чем мельче требуется выделить частички, тем больше времени пульпа должна находиться в классификаторе, что обычно сопровождается снижением его производительности.

## Недостатки
К недостаткам мокрой классификации следует отнести повышенный расход воды. Поэтому в маловодных районах применяется воздушная классификация, которая сочетается с сухим измельчением руд.